# Ytterøy
Ytterøya è un'isola della Norvegia che fa parte della municipalità di Levanger nella contea di Trøndelag. L'isola è situata nella parte interna del Trondheimsfjord tra le località di Mosvik e Levanger.
Fino al 1964 l'isola costituiva, insieme a parte della terraferma nei dintorni, una municipalità a sé stante (Ytterøy) che venne istituita il 1º gennaio 1838.
L'isola ha una popolazione di circa 600 persone (2017) che aumenta significativamente nei mesi estivi a causa di un elevato numero di seconde case. Essa è lunga 15 km e ha un'area totale di 27,8 km quadrati. Il punto più elevato è il monte Bølåskammen (210 m s.l.m.).. Quest'isola è famosa per la sua estesa popolazione di cervi.
Sull'isola si trovano numerosi sepolcri risalenti all'età della pietra.
Nel 1630 iniziò l'attività di estrazione del rame, intorno alla metà del XIX secolo vi si aggiunse l'estrazione di pirite usata per la produzione di acido solforico negli stabilimenti di Trondheim. Intorno al 1870 la miniera impiegava circa 500-600 persone, l'attività venne interrotta dopo la prima guerra mondiale.
Un traghetto collega regolarmente l'isola a Levanger.

## Nome
La forma del nome in norreno era Ýtriøy e Øyin ýtri. Il significato di tale nome è 'l'isola di fuori' (collegato a Inderøy).